# Gnima Faye
Gnima Faye (sinh ngày 17 tháng 11 năm 1984) là một vận động viên điền kinh người Sénégal  thi đấu trong 100 mét vượt rào. Cô là nhà vô địch châu Phi 2012 trong sự kiện này và có thành tích cá nhân tốt nhất là 13,17 giây.
Cô đã thi đấu ở nội dung 200 mét tại Giải vô địch trẻ thế giới năm 2001 về điền kinh, sau đó chuyển sang các chướng ngại vật cho Giải vô địch thế giới thiếu niên thế giới năm 2002 về điền kinh. Năm mười bảy tuổi, cô đứng thứ năm trong số 100   m vượt rào tại Giải vô địch châu Phi năm 2002 về điền kinh. Cô đã chạy tốt nhất cá nhân 13,59 giây để giành chiến thắng tại Giải vô địch điền kinh thiếu niên châu Phi năm 2003 và cũng đứng thứ hai trong các nội dung 400 mét vượt rào cũng như giúp Senegal đứng thứ ba trong cuộc đua tiếp sức 4 × 100 mét.
Faye tham dự Giải vô địch châu Phi 2004 nhưng bị loại. Bước đột phá cao cấp của cô đến tại nội dung năm 2006, nơi cô giành huy chương đồng vượt rào và là một phần của đội tiếp sức Senegal đứng thứ tư. Cô ấy đứng thứ năm tại Đại hội Thể thao toàn châu Phi năm 2007 và đứng thứ tư trong cuộc tiếp sức, nhưng theo thời gian, cô ấy vẫn đứng ngoài đỉnh cao của mình. Cuối cùng cô ấy đã cải thiện thành tích cá nhân tốt nhất năm 2003 trong mùa giải 2009 và cô ấy đã kết thúc năm đó với thành tích cao tại Jeux de la Francophonie năm 2009 bằng cách giành huy chương bạc trong thành tích cá nhân tốt nhất là 13,35 giây.
Cô là á quân của Seun Adigun tại Giải vô địch châu Phi 2010. Faye giành chiến thắng tại CAA Brazzaville và Gabriel Tiacoh gặp nhau năm đó và có mùa giải tốt nhất là 13,45 giây ở La Chaux-de-Fonds. Cô đã được bầu làm đại diện vượt rào của châu Phi cho Cúp lục địa IAAF 2010 và cô đã đứng thứ bảy. Cô ấy chủ yếu sống ở Pháp vào năm 2011 và cô ấy đã phá vỡ kỷ lục của Sénégal cho những nội dung 60 mét vượt rào với thời gian chạy 8,22 giây. Cô đã chạy tại Đại hội Thể thao toàn châu Phi 2011 nhưng chỉ hoàn thành thứ bảy. Chuyển sang Pháp của cô đã được đền đáp vào năm 2012, khi cô mở đầu mùa giải ngoài trời của mình với thành tích tốt nhất là 13,33 giây, sau đó tốt hơn với việc chạy 13,17 giây tại Giải vô địch điền kinh Pháp. Tại Giải vô địch châu Phi 2012, nhà đương kim vô địch Adigun đã trượt ngã, cho phép Faye vượt lên dẫn trước và giành được danh hiệu vượt rào đầu tiên trên lục địa.

## Thành tích giải đấu
| Năm                  | Giải đấu                     | Địa điểm                           | Thứ hạng             | Nội dung             | Chú thích            |
| Representing Sénégal | Representing Sénégal         | Representing Sénégal               | Representing Sénégal | Representing Sénégal | Representing Sénégal |
| -------------------- | ---------------------------- | ---------------------------------- | -------------------- | -------------------- | -------------------- |
| 2001                 | World Youth Championships    | Debrecen, Hungary                  | 48th (h)             | 200 m                | 26.83                |
| 2001                 | World Youth Championships    | Debrecen, Hungary                  | 20th (h)             | Medley relay         | 2:25.40              |
| 2002                 | World Junior Championships   | Kingston, Jamaica                  | 23rd (h)             | 100 m hurdles        | 15.07                |
| 2002                 | World Junior Championships   | Kingston, Jamaica                  | 10th (h)             | 4 × 100 m relay      | 47.55                |
| 2002                 | World Junior Championships   | Kingston, Jamaica                  | 8th (h)              | 4 × 400 m relay      | 3:57.13              |
| 2002                 | African Championships        | Radès, Tunisia                     | 5th                  | 100 m hurdles        | 14.08                |
| 2002                 | African Championships        | Radès, Tunisia                     | –                    | 4 × 100 m relay      | DQ                   |
| 2003                 | African Junior Championships | Garoua, Cameroon                   | 1st                  | 100 m hurdles        | 13.59                |
| 2003                 | African Junior Championships | Garoua, Cameroon                   | 2nd                  | 400 m hurdles        | 62.32                |
| 2003                 | African Junior Championships | Garoua, Cameroon                   | 3rd                  | 4 × 100 m relay      | 46.84                |
| 2003                 | All-Africa Games             | Abuja, Nigeria                     | 7th                  | 100 m hurdles        | 14.80                |
| 2004                 | African Championships        | Brazzaville, Republic of the Congo | –                    | 100 m hurdles        | DQ                   |
| 2006                 | African Championships        | Bambous, Mauritius                 | 3rd                  | 100 m hurdles        | 13.95                |
| 2006                 | African Championships        | Bambous, Mauritius                 | 4th                  | 4 × 100 m relay      | 47.22                |
| 2007                 | All-Africa Games             | Algiers, Algeria                   | 5th                  | 100 m hurdles        | 13.85                |
| 2007                 | All-Africa Games             | Algiers, Algeria                   | 4th                  | 4 × 100 m relay      | 45.26                |
| 2009                 | Jeux de la Francophonie      | Beirut, Lebanon                    | 2nd                  | 100 m hurdles        | 13.35                |
| 2010                 | African Championships        | Nairobi, Kenya                     | 2nd                  | 100 m hurdles        | 13.67                |
| 2010                 | Continental Cup              | Split, Croatia                     | 7th                  | 100 m hurdles        | 13.58                |
| 2011                 | All-Africa Games             | Maputo, Mozambique                 | 7th                  | 100 m hurdles        | 14.10                |
| 2012                 | African Championships        | Porto Novo, Benin                  | 1st                  | 100 m hurdles        | 13.36                |
| 2013                 | World Championships          | Moscow, Russia                     | 33rd (h)             | 100 m hurdles        | 13.66                |
| 2013                 | Jeux de la Francophonie      | Nice, France                       | 2nd                  | 100 m hurdles        | 13.47                |
| 2014                 | World Indoor Championships   | Sopot, Poland                      | 19th (h)             | 60 m hurdles         | 8.15                 |
| 2014                 | African Championships        | Marrakech, Morocco                 | 5th                  | 100 m hurdles        | 13.49                |
| 2015                 | African Games                | Brazzaville, Republic of the Congo | 2nd                  | 100 m hurdles        | 13.28                |
| 2016                 | African Championships        | Durban, South Africa               | 5th                  | 100 m hurdles        | 13.63                |
| 2018                 | African Championships        | Asaba, Nigeria                     | –                    | 100 m hurdles        | DNF                  |